# Будько, Валентин Семёнович
Валентин Семенович Будько (4 сентября 1940) — народный депутат Украины 1-го созыва.

## Биография
Родился 4 сентября 1940 года, Житомирская область, УССР, в семье крестьян. Украинец, образование высшее, учёный-агроном, окончил Житомирский сельскохозяйственный институт, Высшую партийную школу при ЦК Компартии Украины.
Первый секретарь Народичского РК КПУ.
1990 — председатель Народицкого районного Совета народных депутатов, председатель исполкома.
1995 — консультант Комиссии ВР Украины по вопросам Чернобыльской катастрофы.
Член КПСС.
Выдвинут кандидатом в народные депутаты трудовыми коллективами центральной районной больницы и колхоза имени Щорса Народичского района.
18 марта 1990 года избран народным депутатом Украины 1-го созыва, 2-й тур 68.37 % голосов, 6 претендентов.
- Житомирская область
- Малинский избирательный округ № 163
- Дата принятия депутатских полномочий: 15 мая 1990 года.
- Дата прекращения депутатских полномочий: 10 мая 1994 года.

Председатель подкомиссии по вопросам переселения Комиссии ВР Украины по вопросам Чернобыльской катастрофы.
Награждён орденами Трудового Красного Знамени и «Знак Почета».
Женат, имеет детей.